# Liechtensteins herrlandslag i ishockey
Liechtensteins herrlandslag i ishockey upptogs i det internationella ishockeyförbundet som associerad medlem 2001. 2003 spelade Liechtenstein sin första landskamp, en vänskapsmatch mot Luxemburg och förlorade med 1–7. Man mötte återigen Luxemburg i en vänskapsmatch 2007, och förlorade med 2-4.

## Spelade matcher
Avser matcher fram till 7 november, 2012
| Lag       | S | V | O | F | GM | IM |
| --------- | - | - | - | - | -- | -- |
| Luxemburg | 2 | 0 | 0 | 2 | 3  | 11 |